# 日本発送電
日本発送電株式会社（にっぽんはっそうでん）は、1939年（昭和14年）から1951年（昭和26年）までの間に存在した日本の電気事業を司った特殊会社である。国家総力戦体制を構築しようとする当時の日本政府の電力国家管理政策に基づき、東京電燈・日本電力など全国の電力会社の現物出資や合併によって設立された半官半民のトラストである。
略称は「日発」（にっぱつ・ニッパツ）、また英語表記は、Nippon Hassoden K.K. あるいは Japan Electric Generation and Transmission Company であった。

## 発足の経緯
1932年（昭和7年）4月、後述のいわゆる五大電力会社が電力連盟というカルテルを発足させた。これが日本発送電の土台となった。五大電力会社は関東大震災のときに巨額の外債を発行していたが、1931年（昭和6年）12月の金輸出再禁止がもたらした為替低落により、急に外債利払い負担が増えた。そこへ逓信省が電力連盟の結成をはたらきかけ、連盟規約8条の顧問には池田成彬・各務鎌吉・結城豊太郎・八代則彦（やつしろのりひこ）が推された。
政府側電気委員会は連盟から提出された意見書も加味して、1933年（昭和8年）7月に料金認可制を敷いた。連盟は多くの点で委員会から独立して活動した。以下は具体例。担保付社債信託法の改正要求、外債打撃対策の推進、東西電力融通の決定（電力広域的運営推進機関も参照）、火力発電所用石炭の共同購入、中国大陸での電力統制、電力国家管理案への反対など。
松永安左エ門は連盟の中心的役割を演じたが、連盟は多方面で交渉し、コスト削減を実現した。1933年（昭和8年）4月の担保付社債信託法改正、同年5月・翌年4月の外債買入償却用海外送金許可、東電・東信電気・日電間の電力融通、撫順炭（撫順襲撃事件も参照）の共同購入、関西共同火力の拡張と中部共同火力の設立等である。

### 電力行政の誕生

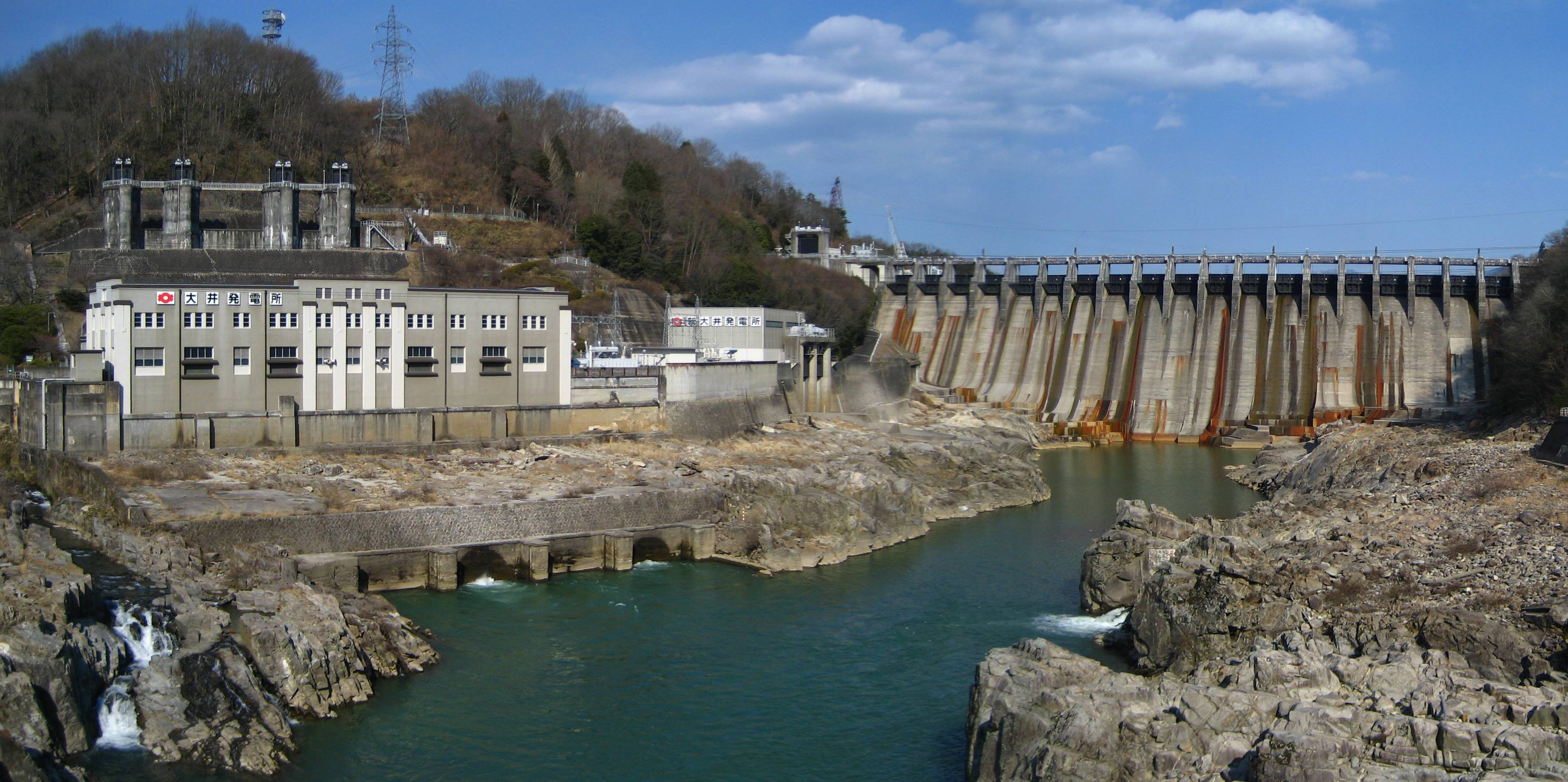
大井発電所（左）と大井ダム（岐阜県･木曽川）。建設を巡って起こった宮田用水事件はその後の電力行政に影響を与えた。

日本の電気事業は、1882年（明治15年）に藤岡市助らによって東京電燈が設立請願された時を以って誕生した。その後1887年（明治20年）には日本橋に発電所が建設され、付近のごく限られた地域ではあったが送電を開始している。その後神戸電燈や大阪電燈、名古屋電燈、京都電燈などが相次いで設立され、日清戦争の勝利によってその勢いはさらに加速した。
こうした会社の電気事業に対応する法制度は当初存在しなかった。1891年（明治24年）1月、帝国議会仮議事堂火災事故が発生し、仮議事堂が全焼した。この火災の原因は正確な所不明ではあるものの、電灯用の設備が漏電を起こして出火したのではないかという見方が出た。これを機に警視庁は保安上の対策を行う上で電気事業を監督するための法令を12月に制定した。この「電気営業取締規則」が日本における電力関連法規の第一号であった。その後全国各地で勃興する電力会社の監督を円滑に図るべく、監督官庁を警視庁から逓信省へと移し、1896年（明治29年）5月に「電気事業取締規則」が発令され、発電・送電・配電の全てにわたって電気事業者に保安などの義務を課すこととした。これ以降、電力行政は逓信省の流れをくむ商工省、通商産業省、経済産業省が掌ることになる。
1907年（明治40年）には、東京電燈が山梨県に本格的な水力発電所である駒橋発電所を稼働させた。電源開発の促進は、富国強兵の観点からも政策として促進され、1910年（明治43年）には全国の河川を対象に包蔵水力の調査を組織的かつ大規模に実施した第一次発電水力調査が行われた。同時に翌1911年（明治44年）には電気事業法が施行され、電気事業者の公益性が確立。同時に発電用水利権や土地立入権、山林伐採権などあらゆる権利が保障された。同法の成立以後、各電力会社は競って大規模なダム式水力発電所の建設を行い、福澤桃介による大井ダム（木曽川）の建設など、全国各地で発電用ダムの建設が行われた。
1914年（大正3年）には猪苗代水力電気が福島県の猪苗代第一発電所から東京都北区田端まで約225キロメートル区間にも及ぶ長距離高圧送電に成功し、送電技術も確立されていった。大正時代に入ると電力会社間の競争が激化し、やがて東京電燈、東邦電力、大同電力、宇治川電気、日本電力のいわゆる「五大電力会社」が誕生。これらを中心として木曽川、信濃川、飛騨川、天竜川、庄川などで水力発電の開発が進められていった。
ところが、こうした電力開発に対して、旧来から慣行水利権などを保有していた地元とのあつれきが激化し、各地で紛争が勃発した。特に大井ダム建設に伴う取水口水没に端を発した宮田用水事件（1924年 - 1939年）や、慣行流木権を巡り法廷闘争にまでもつれ込んだ庄川流木争議（1918年 - 1933年）などは、電力会社と地元の紛争が長期化した例として知られている。
こうした紛争に対して電気事業法では対応が出来なかった。このため河川行政を管轄する内務省は1926年（大正15年）8月26日に河川行政監督令を発令。ダムや水力発電所、及びそれに関連する施設で河川に設置するものは全て内務大臣の許認可とすることで一応の解決を見た。この内務省の電力行政への介入は、後の電力国家統制の端緒ともなった。

### 国家統制への道程
1926年、その後の河川行政を大きく転換させる一つの私案が発表された。東京帝国大学教授で内務省土木試験所長の職に就いていた物部長穂による河水統制計画案がそれである。物部はこの案において、「治水（洪水調節）と利水（上水道、農地灌漑、水力発電）を総合的かつ効率的に行うためには多目的ダムによる河川開発が最も有用であり、これを有効に行うためには水系一貫の開発が望ましい」と主張した。これは後に河川総合開発事業と名を改め、現在に至るまで日本における河川行政の基本となっている。さらにこの中で物部は、「これら河川施設を有機的に運用するには、公平な立場に立脚している河川事業者、すなわち国家による統制が望ましい」とした。この河水統制計画案は、内務省内務技監で当時日本における河川行政の第一人者であった青山士（あおやま・あきら）によって採り上げられ、以後内務省はこの物部案を国策として強力に推進する姿勢に転じた。同時期、鶴見騒擾事件を始めとした無秩序で激烈な市場争いを繰り広げていた電力業界に対し、逓信省官僚の中には「民間には電気事業を任せられない」と考える者も出始めていた。
1927年（昭和2年）、電力業界を監督する逓信省電気局は、新進気鋭の官僚9名を選び内部組織である「臨時電気事業調査部」を設置、今後の電力行政について新たなる方針を検討するよう指示した。そして翌1928年（昭和3年）の秋に最終結果が答申された。その内容とは、後の日本発送電につながる半官半民の国策会社を設立してそこに電力開発を全て委ね、資源の適正開発と低廉な電気料金による安定供給を行うことが重要であるというものであった。逓信省はこの答申をさらに検討した上、1932年（昭和7年）4月に電気事業法を改正した。12月には施行にともない、電力資本の利益に寛容な電気委員会を設置した。1937年（昭和12年）より第三次発電水力調査を実施したが、その根幹にあったのは、先に物部が発表し内務省が国策とする河水統制計画に則った、水系一貫の多目的開発に沿った水力発電開発調査であった。このころから次第に、内務官僚や逓信官僚は、重要な電気事業を河川事業と同様に国家管理として統制するという方向性を持ち始めていた。
当時日本は満州事変の勃発以降、軍部が次第に台頭していった。特に台頭していたのは「統制派」と呼ばれるグループであった。彼らは自由主義経済を否定して国家による統制経済を行うことで戦時体制を構築・強化して行くことを主眼においていた。五・一五事件や二・二六事件を経て対立する皇道派を粛清することで実権を獲得した東條英機ら統制派の面々は、私企業の利益より公益を優先することを主張していた企画院や内務・逓信官僚などと結託し、本格的な統制経済を構築し始めた。そしてその標的となったのが電気事業であり、1938年（昭和13年）、第73回帝国議会に「電力国家統制法案」が上程されたのである。

### 電力管理法
「電力国家統制法案」は、1938年（昭和13年）1月19日、第1次近衛内閣において、内閣調査局により、国家総動員法案などと共に提出されたが、法案成立過程においては、国策研究会が会内部に委員会を設置し、それまでの頼母木案の修正を図った。日中戦争が次第に激化するに連れ、現状では戦時体制の維持が図れないとする軍部の意向が強く反映されていた。
この「電力国家統制法案」は三つの法案からなる。「電力管理法案」・「日本発送電株式会社法案」そして「電力管理に伴う社債処理に関する法案」であったが、特に重要だったのが電力管理法案であった。これは電力会社・道府県・民間企業の全てを対象に、日本に存在する全ての電力施設を国家が接収・管理するという趣旨の法案である。そして接収した電力施設は「半官半民」である日本発送電株式会社によって管理し、一元運営を行うとするものであった。
この法案に対して、電力業界は当然のことながら猛反発した。特に東邦電力社長で「電力王」の異名を持つ松永安左エ門は、1933年の講演において軍部に追随する内務・逓信官僚を「人間のクズである」と痛烈に非難した。だがこうした電力業界の反発は当時絶大な権力を持った軍部によって抑圧され、「人間のクズ」発言をした松永は軍部から危険人物としてマークされるに至った。松永は企画院総裁であった鈴木貞一の助言によって隠退し、以後正面を切って法案に反対する勢力は居なくなった。一方議会では日本発送電の資金調達に対する財源や、低廉な電気料金の現実性を巡って意見が紛糾。原案は否決されて衆議院で修正案が提出されたものの、貴族院でさらに再修正されるなど法案の成立には紆余曲折があった。
被収用業者に新会社の株式または社債を交付するというのは、公用徴収の精神である完全賠償に反するという批判に対しては、政府は、「新会社の社債または株式は新会社の採算が確実であるのだから完全賠償である」と反論した。また「本法を成立させる理由は、そもそも電力はその性質上、公益的、独占的であり、わが国は天然資源に乏しく、石油、石炭のような燃料に恵まれず、ただ電源である天然水力には恵まれており、電力事業を民間経営に任せておくと採算上、水力の完全利用が望まれず、地方によって料金が不同であるから、本法によって、水力の完全利用を実現させ、料金を低廉ならしめ、農村電化の実現もあわせて企図するものである」と説明した。
最終的には衆議院と貴族院での両院協議会で調整されて、3月26日に成立。4月6日公布された（昭和13年法律第76号）。5月25日に第5条が、8月10日に第1・2条が、他は1939年3月18日施行された。
全7条。適用においては、自己の専用または一地方の需要に供する発送電で勅令が定めるもの（すなわち、最大電圧 40,000 V 以上において使用される送電線路を主体とする電力系統に属する設備、またはこれと密接な関係を有する設備による発送電以外の発送電。電力管理法施行令1条）は除外される。右により管理する発送電中、勅令で定めるものは、日本発送電株式会社として発送電を行なわせる。政府は規定によって日本発送電株式会社および政府が管理する発送電をなすものに対して一定の命令をだすことができ、後者に対する命令に違反した場合、2000円以下の罰金の規定がある。
法案成立後、政府によって逓信大臣の管理に属する電力管理準備局と諮問機関である電力審議会（昭和13年勅令369号による）が5月5日に設置され、発電・送電計画のほか議会で揉めに揉めた電気料金の設定などについて審議・決定が行われた。8月10日には電力評価審査委員会が設置され、全国の電気事業者から接収する電力施設の評価について審査を行い、これ以降全国の発電所、変電所、送電施設が段階的に接収されていった。なお、建前としては各事業者からの出資あるいは買収という形で管理を移管するということであったが、実際は国家総力戦の名の下、強制的に接収したのと同様であった。
施設の接収がほぼ終わると、国家管理を実施するための実務官庁が必要となった。そこで翌1939年（昭和14年）4月1日に逓信省電気局と電力管理準備局を統合し、逓信大臣の管理に属する電気庁を設置した。
こうしてすべての準備が整い、電気庁新設と同じ日、日本発送電が発足したが、日本発送電はその名の通り発電と送電を主体とする企業であり、各家庭や事業所への配電事業は従来通り民間に委ねていた。

### 配電統制令
電力管理法の施行により、日本国内における発電・送電施設はことごとく日本発送電の管理下におかれた。だが配電事業に関しては従来の通り民間が行った。1937年（昭和12年）当時、日本に存在した電気事業者は470社にも及んでいたが、政府は電気事業法に基づく行政指導を強化することで、これら事業者間の統合を図り、より広域的な配電事業を形成しようと考えていたからである。だが、大正時代以降の激烈なシェア争いは、各事業者間に拭い難いしこりを残しており、逓信省が事業統合を促しても、利害関係や感情的なもつれによって遅々として進まなかった。
行政指導に限界を感じた逓信省は、事業についても発送電事業と同様に国家統制によって管理し、以って国家総力戦に対応するための配電事業とする方針を固めた。配電事業を国家統制することで先に発足した日本発送電が保有する全国規模の送電線網に、各事業所が保有していた配電系統を接続することで設備の効率化を図り、重複している配電施設を撤去して二重投資を削減することにより、コスト削減を図って電気料金の低廉化を実現するという狙いもあった。低廉な電気料金は帝国議会でも議論の争点となっていたが、逓信省はコスト削減により、この問題を解決する方針を採ったのである。
こうして、発送電事業に続いて配電事業の国家統制が推進され、太平洋戦争直前の1941年（昭和16年）8月30日、配電統制令が公布、即日施行された。全国各地の配電事業者は統合を余儀無くされ、五大電力会社を含めて全て解散し、全国9ブロック（北海道・東北・関東・中部・北陸・近畿・中国・四国・九州）に新たな配電会社が設立され、この9配電事業体制の下で日本発送電と連携した配電事業が行われた。
こうして戦局が差し迫る直前に、日本の電力事業は全て政府の管理下に置かれ、逓信省宿願の電力国家統制が実現したのである。

## 事業内容

### 組織
日本発送電の本社は東京市小石川区（現：東京都文京区小石川）に置かれた。組織としては社長に相当する総裁職が置かれ、その下に副総裁や理事が置かれることになった。しかしこうした高級幹部についてはその任免権は全て内閣によって握られ、経営に関する最高意思決定機関は事実上内閣にあった。そして発電に関する重要な施設計画や新規事業の決定には政府が直接関与し、水利権を始めとする許認可権は主務大臣（逓信大臣・内務大臣）がこれを細かい項目に至るまで掌握。日本発送電の運営は完全に政府がコントロールすることになった。このことから日本発送電は「半官半民」と謳ってはいるが、事実上の国営化に等しかった。

### 歴代総裁
- 増田次郎:1939年4月1日 - 1941年1月15日 ‐ 元大同電力
- 池尾芳蔵:1941年1月15日 - 1943年8月11日 ‐ 元日本電力
- 新井章治:1943年8月11日 - 1947年6月26日 ‐ 元東京電燈
- 大西英一:1947年6月26日 - 1950年9月13日
- 小坂順造:1950年10月13日 - 1951年4月30日

### 施設の接収
施設の接収については官民の別なく、段階的かつ一律に行われた。その基準は電力管理法と同時に発令された勅令第575号である「電力管理法施行令」によって定められている。すなわち、
1. 認可出力が5,000キロワットを超える水力発電所およびダム。
2. 認可出力が10,000キロワットを超える火力発電所。
3. 最大電圧が10万ボルト以上において使用される送電施設。

以上三項目に該当する発電・送電施設は一切の例外なく日本発送電が管理を行い、また施工中であったものに関しても補償費による対価を既存の電力会社に支払ってこれを所有することになった。送電設備のうち40,000ボルト以上10万ボルト未満のものについても、その重要性に応じて接収されていった。さらに各電力会社が持つ既得発電用水利権自体はそのまま保持が認められたものの、5,000キロワット以上の水力発電所を新規に建設することは日本発送電の独占業務とされてしまい、事実上民間企業は大規模水力発電事業に携わることが出来なくなった。加えて日本発送電株式会社法第24条において、同一地点で開発が競合した場合に水利権が両立しないケースには、各電力会社が所有していた既得水利権も行政処分によって取り消されてしまうと規定されていた。こうして民間の電力会社は新規の電力開発という最重要業務を奪われた形になった。
例外として企業の自家発電については当初は接収の対象から外されるケースがあった。例を挙げれば王子製紙が所有する千歳発電所群、日本軽金属が所有する富士川水系の水力発電所群などがこれに当たる。このうち王子製紙は当時石狩川水系の千歳川と雨竜川に水力発電施設を管理・建設していたが、雨竜第一ダムなどの雨竜川水系については電力管理法の対象として接収された。だが千歳川の水力発電所群については、仮に接収が行われた場合苫小牧工場の操業が停止するとして逓信省に必死の折衝を行った。この結果千歳川の発電所群は接収を免れた。日本軽金属についても、アルミニウム精錬に支障を来たすとして接収は免れている。しかし配電統制令が発令されるとそれらの例外もほとんど各配電会社に接収され、王子製紙や日本軽金属などを除けば出力が1,000キロワット以下の小規模発電所以外はことごとく接収されている。
さらに発電施設に付随する鉄道事業なども接収の対象となった。例えば1942年（昭和17年）に富山県電気局（現在の富山県企業局）の電力事業を接収した際、富山県営鉄道から千垣駅～粟巣野駅間の路線も接収した。だがこの路線は翌年富山地方鉄道に譲渡している。現在の富山地方鉄道立山線の一部がこれにあたる。

### 電力五ヵ年計画
1939年に日本発送電が発足した当初は、水力発電所134箇所･197万6,800キロワット、火力発電所18箇所27万3,552キロワット、変電設備115箇所、総容量464万8,350キロボルトアンペア、送電線の全延長7,947キロメートルの設備があった。政府は戦時体制遂行のために早急な新規電力資源開発を進めたが、特に水力発電に重点を置いて開発を行った。既に1937年に逓信省が実施した第三次発電水力調査によって、大規模ダム式発電所の建設が必要であるとの認識が示され翌1938年10月には電力審査会によって「発電及び送電予定計画要綱」が策定された。これにより「水主火従」を原則とし、大規模で高能率の水力発電所を多数建設しこれを大規模送電によって円滑な電力供給を図ろうとしたのである。その翌年、1939年には「電力五ヵ年計画」を定め、1943年（昭和18年）までの五年間に新規水力発電を185万キロワット、火力発電を92万キロワット開発するという遠大な計画を打ち立てた。
「電力五ヵ年計画」の策定に従い、日本発送電はかつて電気事業者が手掛けていた開発事業の着手に乗り出した。発足当時施工が進められていた水力発電所は合わせて83万キロワットに及び、これら事業の早期完成が求められた。さらに計画段階にあった尾瀬第一･第二発電所（利根川）や朝日発電所（飛騨川）などの大規模ダム式発電所計画を早期に着手すべく、調査に乗り出した。ところが実際に運営を開始すると許認可や準備命令などの上意下達が上手く行かず、計画の遂行が遅々として進まないという問題が発生した。また、逓信省が計画した「電力五ヵ年計画」に沿った発電所建設計画はコストの割りには設備規模が小規模で、コスト&パフォーマンス的に問題があった。この結果、1943年までに新規に開発された電力は水力･火力を併せても44万キロワットと、当初の計画に比べ約15.3パーセントにしかならなかった。さらに太平洋戦争の戦局悪化に伴い物資の不足が深刻になり、新規の電力開発は抑制せざるを得ない状況に陥った。このため既設の設備を最小限度に補修するという消極的な対応を余儀無くされたのである。

### 施工・管理していた主な発電所

#### 水力発電所

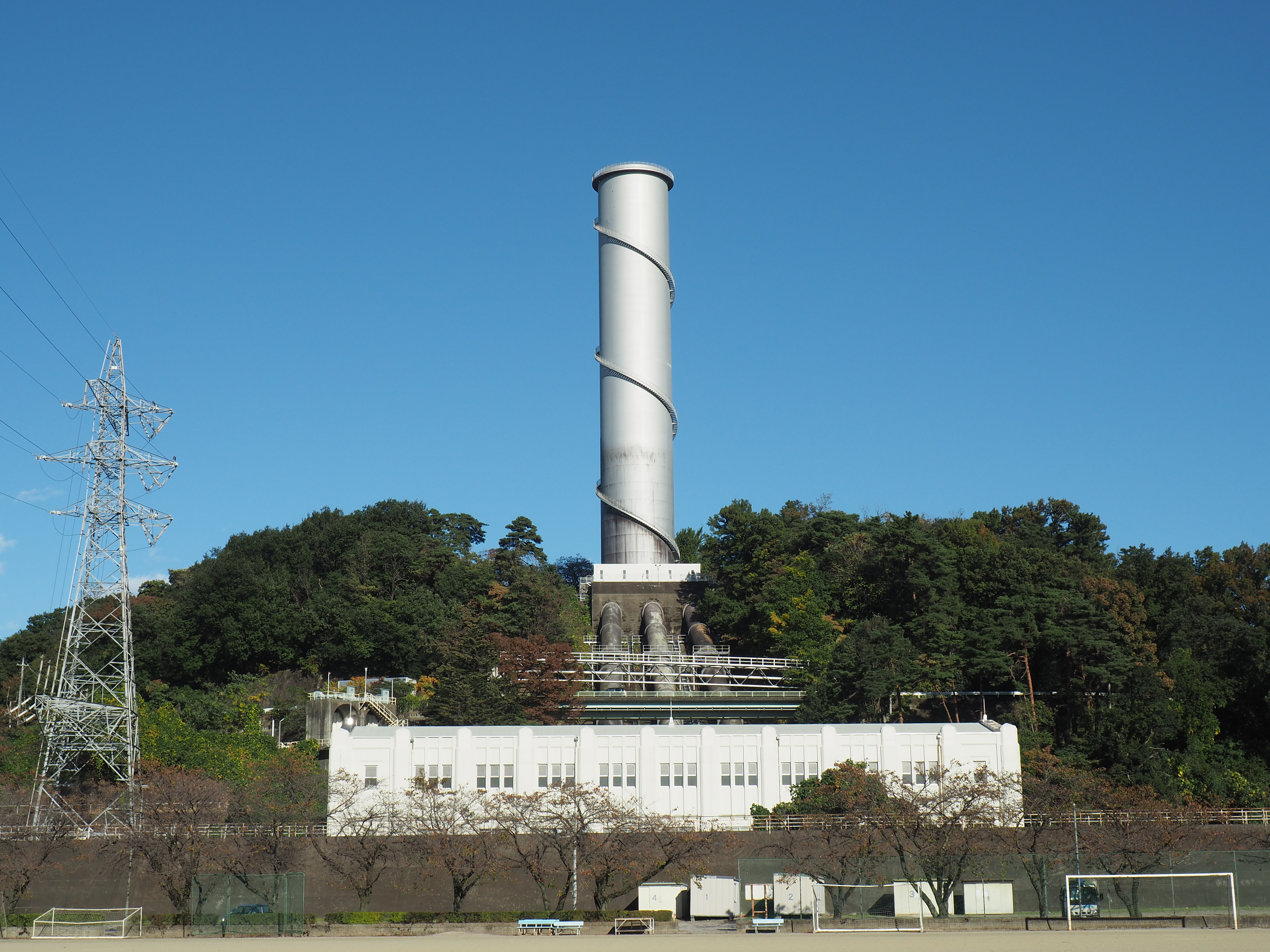
佐久発電所（群馬県）

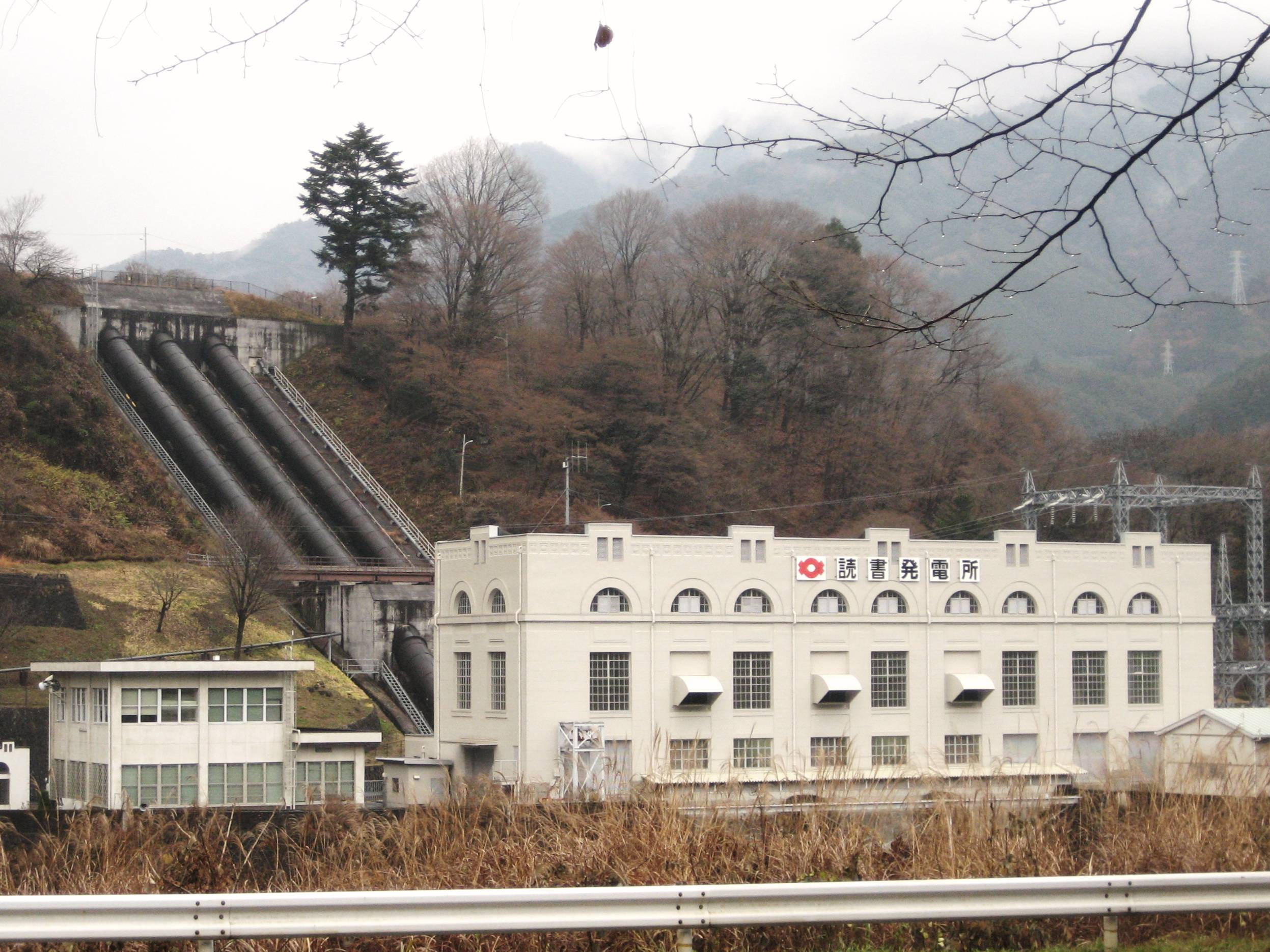
読書発電所（長野県）

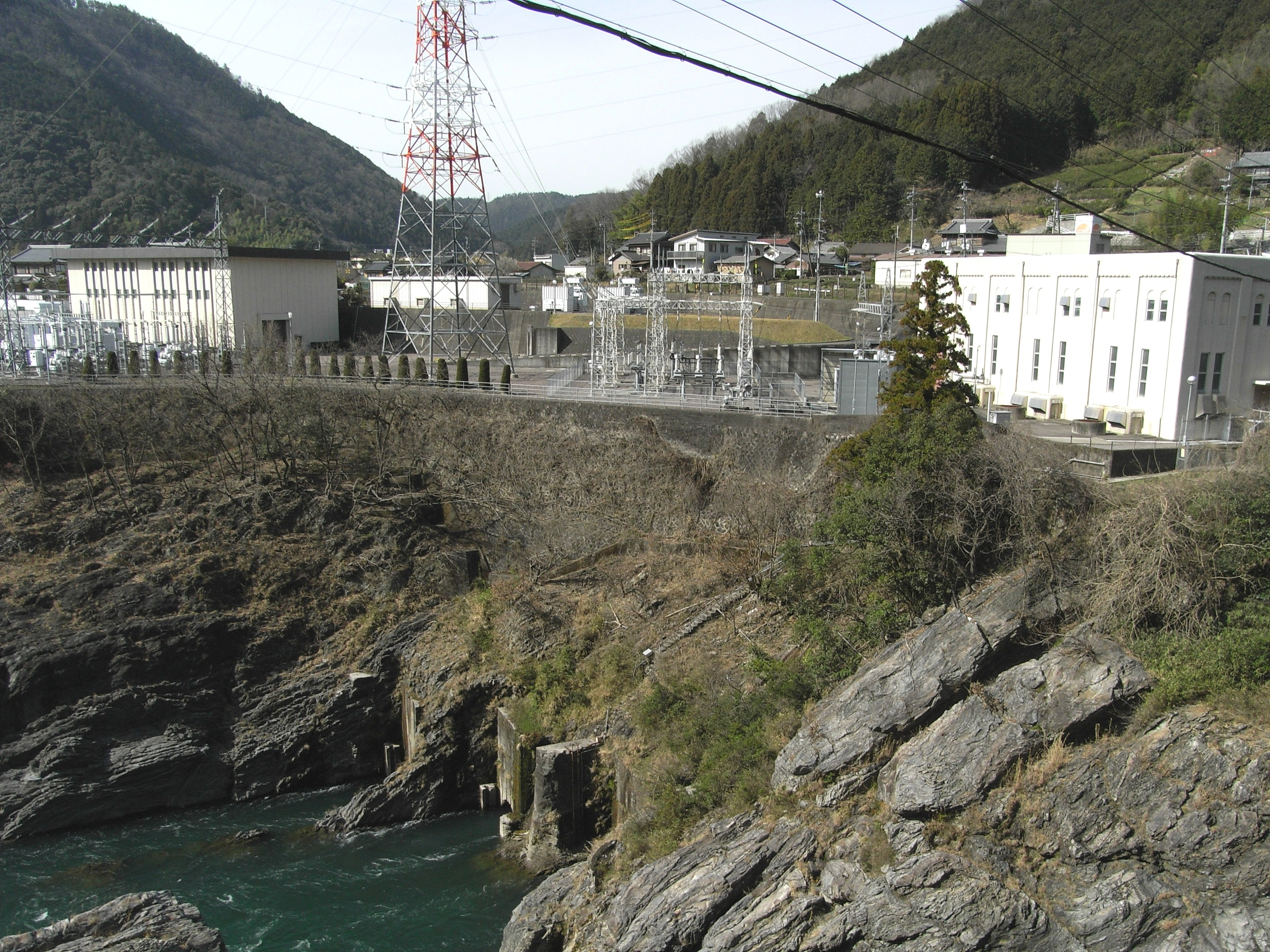
上麻生発電所（岐阜県）

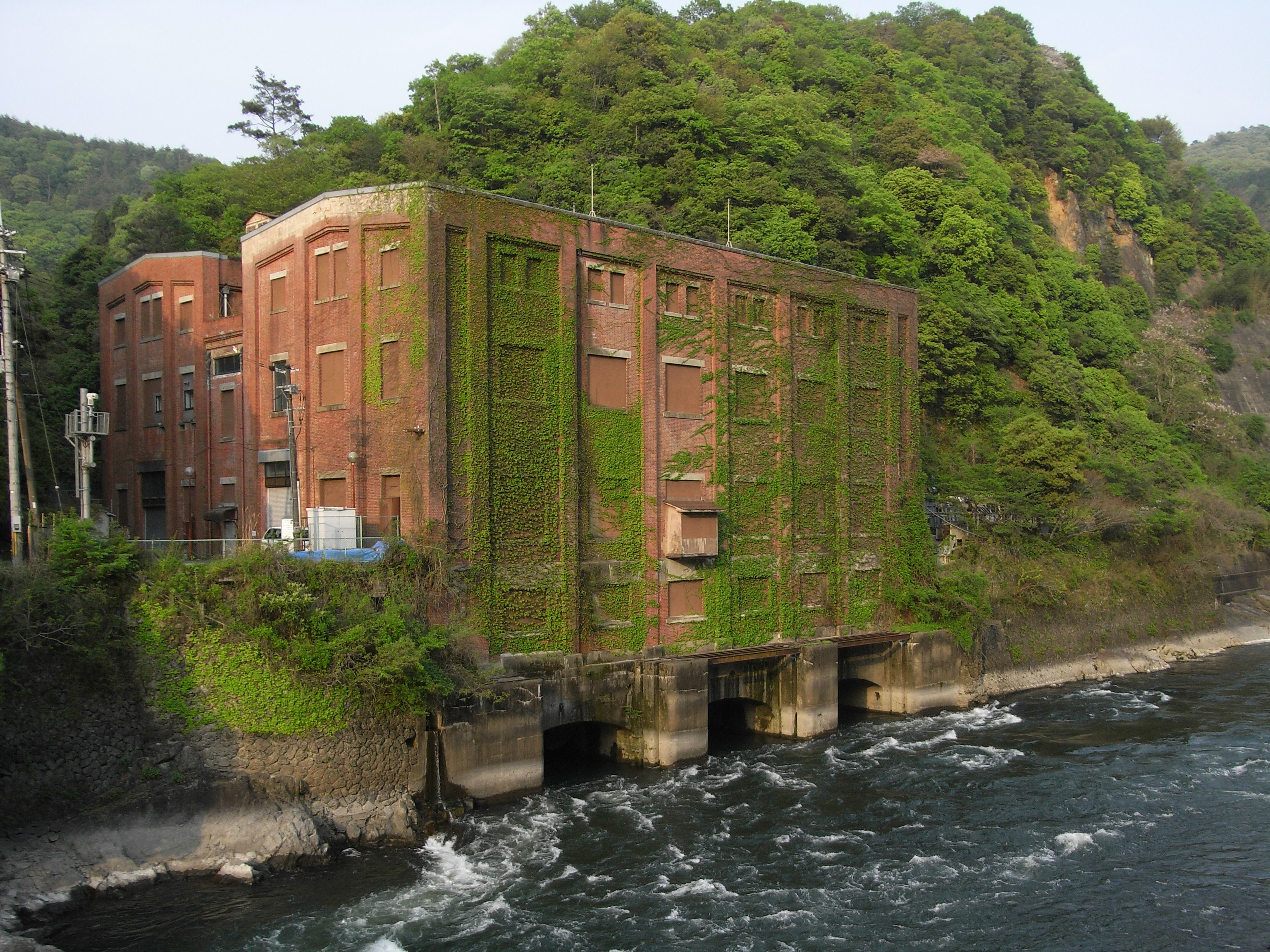
志津川発電所（京都府）

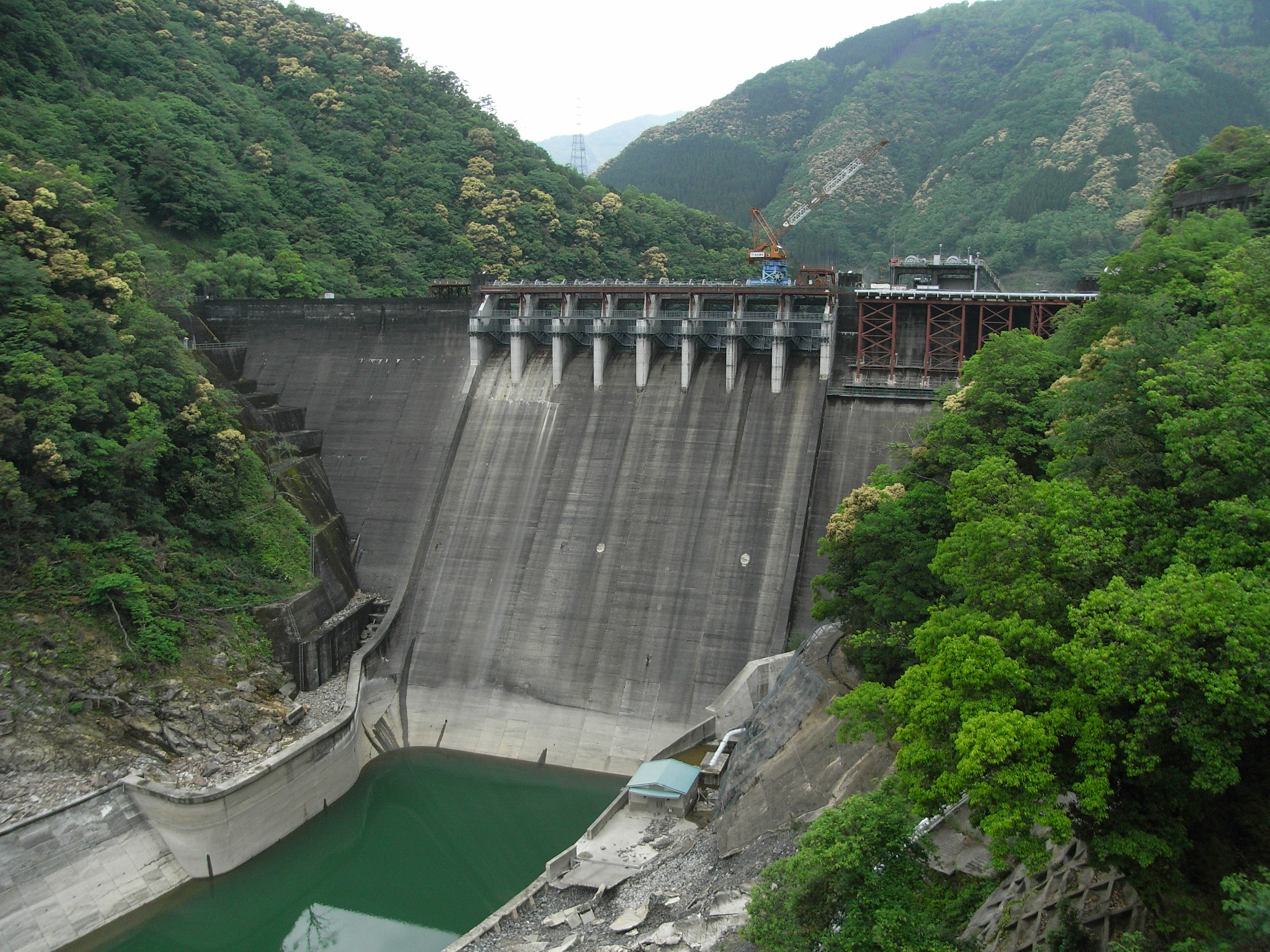
塚原ダム（宮崎県）

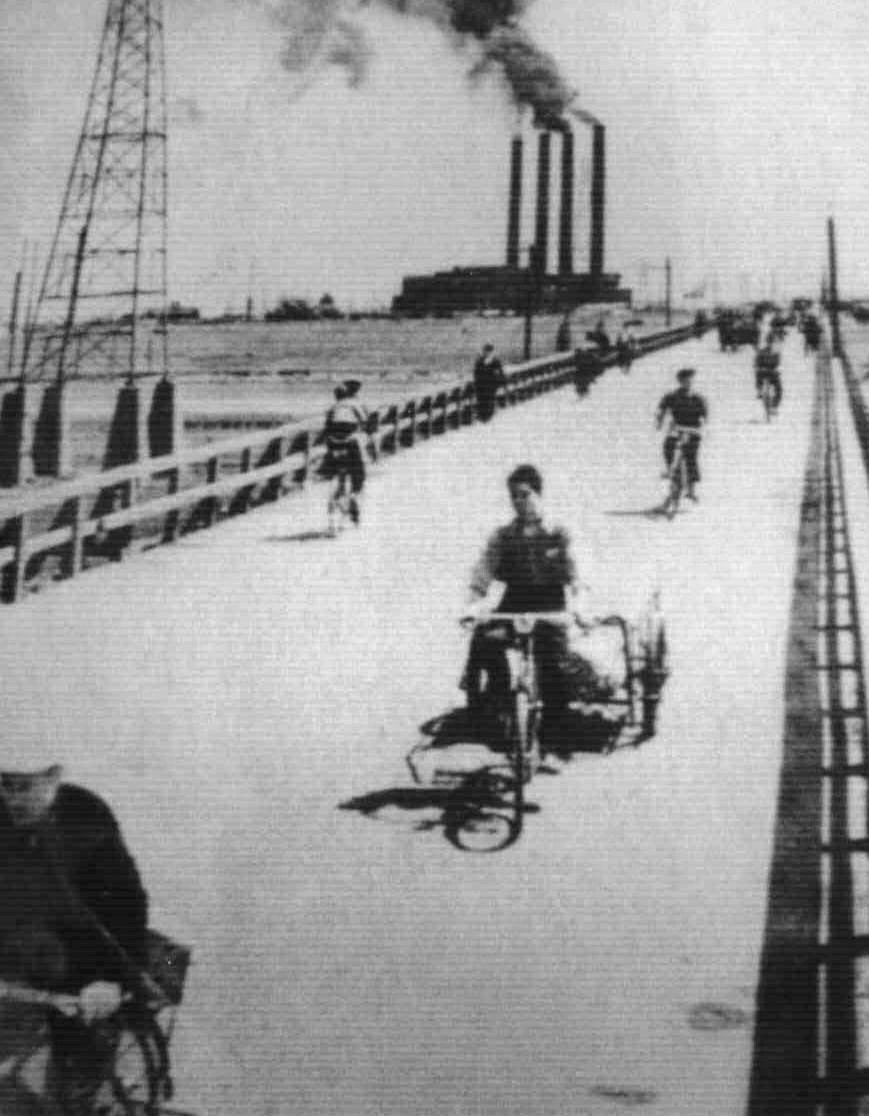
千住火力発電所（東京都）

| 発電所                | 所在地        | 水系            | 河川          | 取水口                | 認可出力 （kW） | 運開年 | 備考           |
| --------------------- | ------------- | --------------- | ------------- | --------------------- | --------------- | ------ | -------------- |
| 雨竜                  | 北海道        | 石狩川          | 雨竜川        | 雨竜第一ダム          | 51,000          | 1943年 |                |
| 十和田                | 青森県        | 奥入瀬川        | 奥入瀬川      | 十和田湖              | 31,000          | 1943年 | 天然湖沼利用   |
| 蓬莱                  | 福島県        | 阿武隈川        | 阿武隈川      | 蓬萊ダム              | 38,500          | 1938年 |                |
| 夏瀬                  | 秋田県        | 雄物川          | 玉川          | 夏瀬ダム              | 20,000          | 1937年 |                |
| 秋元                  | 福島県        | 阿賀野川        | 長瀬川        | 秋元湖                | 93,600          | 1940年 | 天然湖沼利用   |
| 猪苗代第一            | 福島県        | 阿賀野川        | 日橋川        | (日橋川)              | 56,500          | 1921年 |                |
| 新郷                  | 福島県        | 阿賀野川        | 阿賀野川      | 新郷ダム              | 51,600          | 1939年 |                |
| 豊実                  | 新潟県        | 阿賀野川        | 阿賀野川      | 豊実ダム              | 56,400          | 1929年 |                |
| 鹿瀬                  | 新潟県        | 阿賀野川        | 阿賀野川      | 鹿瀬ダム              | 49,500          | 1928年 |                |
| 田子倉                | 福島県        | 阿賀野川        | 只見川        | 田子倉ダム            | 407,000         | 未完成 | 1959年完成     |
| 宮下                  | 福島県        | 阿賀野川        | 只見川        | 宮下ダム              | 32,000          | 1946年 |                |
| 尾瀬第一 尾瀬第二     | 群馬県        | 阿賀野川 利根川 | 只見川 片品川 | 尾瀬原ダム            | 179,000 185,000 | 未完成 | 1996年中止     |
| 矢木沢                | 群馬県        | 利根川          | 利根川        | 矢木沢ダム            | 36,300          | 未完成 | 1967年完成     |
| 須田貝                | 群馬県        | 利根川          | 利根川        | 楢俣ダム              | 27,200          | 未完成 | 1955年完成     |
| 佐久                  | 群馬県        | 利根川          | 利根川        | 綾戸ダム 真壁ダム     | 66,000          | 1928年 |                |
| 鬼怒川                | 栃木県        | 利根川          | 鬼怒川        | 黒部ダム              | 36,500          | 1926年 |                |
| 八ッ沢                | 山梨県        | 相模川          | 谷田川        | 大野ダム              | 35,000          | 1911年 |                |
| 田代川第一            | 静岡県 山梨県 | 大井川 富士川   | 大井川 早川   | 田代ダム 保利沢ダム   | 20,862          | 1928年 |                |
| 大井川                | 静岡県        | 大井川          | 大井川        | 大井川ダム            | 68,200          | 1936年 |                |
| 泰阜                  | 長野県        | 天竜川          | 天竜川        | 泰阜ダム              | 61,500          | 1936年 |                |
| 平岡                  | 長野県        | 天竜川          | 天竜川        | 平岡ダム              | 61,500          | 中断   | 1952年完成     |
| 三浦                  | 長野県        | 木曽川          | 王滝川        | 三浦ダム              | 7,700           | 1945年 |                |
| 読書                  | 長野県        | 木曽川          | 木曽川        | 読書ダム              | 40,700          | 1923年 |                |
| 大井                  | 岐阜県        | 木曽川          | 木曽川        | 大井ダム              | 48,000          | 1924年 |                |
| 丸山                  | 岐阜県        | 木曽川          | 木曽川        | 丸山ダム              | 125,000         | 中断   | 1954年完成     |
| 兼山                  | 岐阜県        | 木曽川          | 木曽川        | 兼山ダム              | 39,000          | 1943年 |                |
| 今渡                  | 岐阜県        | 木曽川          | 木曽川        | 今渡ダム              | 20,000          | 1938年 |                |
| 朝日                  | 岐阜県        | 木曽川          | 飛騨川        | 朝日ダム              | 20,500          | 中断   | 1953年完成     |
| 上麻生                | 岐阜県        | 木曽川          | 飛騨川        | 上麻生ダム 細尾谷ダム | 27,000          | 1926年 |                |
| 水内                  | 長野県        | 信濃川          | 犀川          | 水内ダム              | 21,000          | 1943年 |                |
| 信濃川                | 長野県        | 信濃川          | 信濃川        | 西大滝ダム            | 177,000         | 1939年 |                |
| 千手                  | 新潟県        | 信濃川          | 信濃川        | 宮中取水ダム          | 120,000         | 1939年 |                |
| 中津川第一            | 新潟県        | 信濃川          | 中津川        | 高野山ダム            | 38,950          | 1924年 |                |
| 黒部川第二            | 富山県        | 黒部川          | 黒部川        | 小屋平ダム            | 72,000          | 1936年 |                |
| 黒部川第三            | 富山県        | 黒部川          | 黒部川        | 仙人谷ダム            | 81,000          | 1940年 |                |
| 和田川第一 和田川第二 | 富山県        | 常願寺川        | 和田川        | 有峰ダム              | 27,000 122,000  | 中断   | 1959年完成     |
| 真川                  | 富山県        | 常願寺川        | 真川          | 真川ダム              | 33,200          | 1930年 |                |
| 小口川第三            | 富山県        | 常願寺川        | 小口川        | 祐延ダム              | 14,000          | 1931年 | 揚水発電       |
| 小原                  | 富山県        | 庄川            | 庄川          | 小原ダム              | 45,700          | 1942年 |                |
| 祖山                  | 富山県        | 庄川            | 庄川          | 祖山ダム              | 54,000          | 1929年 |                |
| 小牧                  | 富山県        | 庄川            | 庄川          | 小牧ダム              | 72,000          | 1929年 |                |
| 志津川                | 京都府        | 淀川            | 淀川          | 志津川ダム            | 32,000          | 1924年 | 1964年廃止     |
| 打梨                  | 広島県        | 太田川          | 太田川        | 立岩ダム              | 21,770          | 1939年 |                |
| 神野瀬                | 広島県        | 江の川          | 神野瀬川      | 高暮ダム              | 20,000          | 1945年 |                |
| 長沢                  | 高知県        | 吉野川          | 吉野川        | 長沢ダム              | 5,000           | 1949年 | 日発最後の事業 |
| 女子畑                | 大分県        | 筑後川          | 玖珠川        | (玖珠川)              | 26,750          | 1913年 |                |
| 上椎葉                | 宮崎県        | 耳川            | 耳川          | 上椎葉ダム            | 90,000          | 未完成 | 1955年完成     |
| 岩屋戸                | 宮崎県        | 耳川            | 耳川          | 岩屋戸ダム            | 50,000          | 1942年 |                |
| 塚原                  | 宮崎県        | 耳川            | 耳川          | 塚原ダム              | 60,000          | 1938年 | 堤高当時日本一 |

- (注1)原則として出力2万キロワット以上の発電所を掲載。出力は当時のものである。
- (注2)黄色欄は戦争により中断、あるいは計画段階の状態で9電力会社に移管されたものである。
- (注3)桃色欄は日本発送電が手掛けた事業。

#### 火力発電所
| 発電所 | 所在地 | 認可出力 （kW） | 運開年 | 備考       |
| ------ | ------ | --------------- | ------ | ---------- |
| 千住   | 東京都 | 75,000          | 1905年 | 1963年廃止 |
| 春日出 | 大阪府 | 62,400          | 1918年 | 2002年廃止 |
| 尼崎   | 兵庫県 | 140,000         | 1928年 |            |

### 監督官庁移管
太平洋戦争は日本にとって次第に極めて不利な戦局に陥った。この中で政府は戦時体制維持のためにさらなる物資の動員を目指したが電力も例外ではなく、軍需産業用に莫大な電力量を要求した。特に軍部が要求したのは戦闘機増産のための電力供給である。1941年の真珠湾攻撃や翌1942年（昭和17年）のミッドウェー海戦などにより航空戦の重要性が海軍などで重要視され、制空権を確保し戦争を有利に進めるためには戦闘機の増産は不可欠であった。この軍部の意向は電力行政に直ちに反映され、1943年7月には従来の「電力五ヵ年計画」を見直した「昭和一八年度生産力拡充計画」が策定された。ここで1947年（昭和22年）までの五年間に水力135万キロワット、火力16万キロワットの新規電力開発が決定された。ところがこの計画が決定されたわずか一ヵ月後、再び新規電力開発計画の変更が行われた。この「緊急電力拡充非常対策」で1945年（昭和20年）までのわずか二年間で水力･火力併せて200万~250万キロワットを緊急に拡充すると定められたのである。
「緊急電力拡充非常対策」を着実に実施するため、東條内閣は電力行政を軍需行政の直接監督下に置く方針を打ち出した。そして国家総力戦の遂行を貫徹するため1943年11月1日、首相が大臣を兼任する形で軍需省が設置された。これと同時に電力行政は従来の逓信省から軍需省へと移管され、日本発送電の監督官庁であった逓信省電気局は軍需省電力局として編入された。編入後の翌12月には閣議によって軍需省の電力行政方針が打ち出され、戦闘機増産を主眼においた「電力動員緊急措置要綱」を策定し戦時体制の維持を図ろうとしたのである。同時に民間への電力供給は鉄道、通信、家庭用電力といった必要最小限の供給に絞り、ここにおいて電力も事実上軍部が掌握する状態になった。
だが日本発送電の新規電力開発能力は先に述べた通り「五ヵ年計画」でも一割程度の実績しかなく、「要綱」自体が非現実的であった。かつ物資欠乏のため施工中の発電所についても進捗が滞る有様であった。しかし政府は新規電力開発による戦闘機増産を急ぎ、人海戦術による急ピッチでの建設促進を図った。この中で中国人・朝鮮人労働者や敵対していた連合国軍捕虜などをダム･発電所工事に使役し、過酷な強制労働に従事させるという事態も発生した。長野県の平岡発電所（天竜川）や広島県の滝山川発電所（滝山川）などで見られたほか、北海道の雨竜発電所（雨竜川）では劣悪なタコ部屋労働を強いた。また工事従業員に対する安全確保もずさんであり、富山県の黒部川第三発電所（黒部川）工事では雪崩やトンネル内の高熱による火薬爆発事故などで多数の労働者が殉職するなど、日本発送電が関わった工事では多くの労働者が命を落としており、現在ダム近傍には慰霊碑が建立されている。
また、本来は地域開発のために実施される河川総合開発事業についても軍需省による介入があり、広島県の広発電所（黒瀬川）は呉海軍工廠のために建設され、愛媛県の柳瀬ダム（銅山川）では愛媛県と徳島県の協議によって廃止した水力発電事業を強引に復活、さらに水利権を巡り福島県と群馬県の間で係争状態であった尾瀬沼の分水問題も強引に利根川水系に分水させた。神奈川県の相模ダム（相模川）では横須賀海軍工廠への電力供給も目的にしていたことから、ダム建設に反対する地元住民に対して小磯国昭や杉山元、荒木貞夫など陸軍首脳が地元に乗り込み、陸海軍合同閲兵式を開き示威行動を行うなど戦時体制維持のためになりふり構わぬ姿勢を見せた。
しかし日本の戦況は日を追う毎に悪化の一途をたどり、物資の欠乏は決定的となった。1944年（昭和19年）8月小磯内閣は「決戦非常措置要領」を発令、全ての物資を戦時体制維持のために軍需に徴用する方針を打ち出した。この結果施工中の水力発電所は建設の続行が不可能になり、ほとんど全ての事業が中断に追い込まれた。また空襲によって火力発電所や変電所は破壊されて発電･配電機能は喪失し、残った水力発電所も酷使や老朽化の補修ができないため事故が続発。発電能力は戦前の60パーセント程度にまで減衰した。こうした中で終戦を迎えたが、電力需給のバランスは崩れたままであった。

## 電力再編成と日本発送電の解体

### 財閥指定と集排法の適用
終戦後、日本は深刻な電力不足に襲われた。戦時中は電力供給抑制策で必要最小限の電力需要しかなかったが、その制限が外されたことで電力消費が爆発的に増大し一挙に需要が拡大した。だが供給に関しては空襲による火力発電所や変電所の破壊、既設水力発電所の設備劣化による発電能力減衰、「決戦非常措置要領」や物資欠乏による新規電力開発の中断といった複数の要因が重なり、著しく供給不足になった。こうした電力需給バランスの崩壊が深刻な電力不足を招き、緊急制限による停電が頻発して、治安上にも問題を生じていた。
軍需省の廃止に伴い電力行政は商工省に移管されたが、経済政策全般は経済安定本部によって司られた。1947年、経済安定本部は河川総合開発調査審議会を設置し、河川開発に関する調査を行ったがこの中で商工省は新規水力発電開発を行うため7河川2湖沼を対象地域として開発計画を検討した。これと同時に日本発送電は只見川や飛騨川、江の川、耳川などにおいて広域かつ大規模なダム式発電所群の新規計画を立案し電力不足の根本解決に乗り出そうとしており、田子倉発電所（只見川。福島県）や朝日発電所（飛騨川。岐阜県）、長沢発電所（吉野川。高知県）、上椎葉発電所（耳川。宮崎県）の実施調査計画を進めていた。
日本を占領していた連合国軍最高司令官総司令部(GHQ)は日本の戦時体制を支えた戦争犯罪人の逮捕と、戦争に協力した独占資本の解体（財閥解体）を戦後処理の重要な課題としていたが、1946年4月にポツダム政令として持株会社整理委員会令を公布させた。同勅令の成立によって実施機関として持株会社整理委員会が設置され、同年9月以降5度に渡り、83社が同委員会を通じて政府から財閥（トラストを含む）指定を受けた。この中には四大財閥（三井・三菱・住友・安田）の他、電力管理法の適用を逃れた王子製紙、そして日本発送電が含まれていた。先述の通り日本発送電はその成立自体が国家総力戦の目的に沿って設立され、経営・人事の全ては政府の影響下にあった。そして政府の施策に連動した電力事業を行っていたことから、財閥解体の適用からは逃れられなかった。さらに1947年12月には、財閥指定を受けなかった独占・寡占企業の整理を目的とする過度経済力集中排除法（集排法）が制定され、日本発送電と9配電会社（と王子製紙）も独占・寡占（集排法上では「過度経済力集中状態」と呼ばれる）企業と認定された。以後GHQの認可の下で、日本発送電の保有株式の整理や事業認可、建設命令、経営陣の任免権は持株会社整理委員会と商工省が監督する形態となった。

### 電気事業再編成審議会
GHQは日本発送電と9配電会社に再編成計画を持株整理委員会に提出するよう命令した。これに対し両者は1948年4月に案を委員会に提出したが、この案は全く正反対の性格を持つ構想であった。すなわち日本発送電案は従来の体制である国家管理を維持し、民間から選出された「電気委員会」が会社経営陣に諮問を行うとする案であり、形式的に民主化するという形ではあったが会社自体は発電・送電・配電事業を一括して運営するとしており、いわば日本発送電を強化する内容であった。一方の9配電会社案は会社が発電・送電・配電事業を一括して運営するという点では日本発送電案と一致するものの、その経営形態は完全の民有民営であるとしており、日発成立前のいわば「先祖返り」であった。両者は電気料金や需要の均衡という点で鋭く対立した。時の片山内閣は水谷長三郎商工大臣の諮問機関として「電気事業民主化委員会」を設置して再編成案を検討し、芦田内閣の時に両案を折衷する妥協案を呈示した。
しかしGHQはこうした政府の対応に不満であり、早急な再編成を求めた。そして1949年（昭和24年）5月に開かれた集中排除審査委員会で決定した全国7地域への分割・民営化案をGHQ案とし、9月にはこの案を基礎にしてさらに商工省電力局から電力会社への管理権能を剥脱し、経営には関与しない調整機関の設置を行うという二つの項目を政府に対し強硬に求めた。この時GHQは、政府の鈍重な動きに対して電力再編成を占領軍命令で強行する準備もしていた。これに対し第2次吉田内閣はGHQの介入を阻止すべく11月、大屋晋三商工大臣の諮問機関として電気事業再編成審議会を設置。委員長を含む五人の審議委員を任命した。
審議委員には復興金融金庫理事長・工藤昭四郎、慶應義塾大学教授・小池隆一、日本製鐵社長･三鬼隆、国策パルプ副社長･水野成夫の四名が選ばれた。この四名の人選は白洲次郎の官僚への働きかけによる。そして審議委員長には「電力王」「電力の鬼」と称され、戦前日本発送電の設立に猛反対し賛成する官僚を「人間のクズ」呼ばわりした旧東邦電力社長・松永安左エ門が任命され、二ヶ月の審議を経て二つの案が政府に答申された。一つは三鬼隆が提案した「融通会社案」で、電気事業は9地域に分割･民営化するものの日本発送電施設は60パーセントを移管させ、残りの40パーセントは国営の融通会社が管理して各会社間の電力融通を調整するというもので、日本発送電案や民主化委員会案に近い。一方松永が提案した「9ブロック案」は全国9地域に一切の発電･送電･配電を分割するというもので、9配電会社案とほぼ同様であった。この二案に対し松永以外の4委員は三鬼の「融通会社案」を推し、松永の案は付加意見として両論併記という形で提出された。官僚嫌いでもある松永は戦前から一貫して電力事業に国家が必要以上の介入をすることに反対しており、委員会では孤立しながらも持論を押し通したのである。なお、松永は宿願であった日本発送電の解体後も財団法人電力中央研究所を設立するなど電力事業の発展に注力したが、業界の発展を展望して電気料金値上げなどを強力に推し進めたこともあって、「電力の鬼」とあだ名された。

### 電気事業再編成令
この二つの答申案に対しGHQは三鬼案には強硬に反対し、松永案については不十分であるとしながらも支持した。政府はGHQの意向を受けて付加意見であった松永の「9ブロック案」を政府案として採用し、同年の第7回通常国会に「電気事業再編成法案」･「公益事業法案」として提出した。だが政府や与党である民主自由党でも反対意見があり、野党からも反発があって国会審議は紛糾、審議未了となった。このため政府は一旦両法案を再検討するため次の第8回臨時国会では法案の提出を見送ったのである。だがこの政府の方針にGHQは強く異議を唱え、早急な法案成立を督促した。さらにGHQは再編成が成立しない限り、日本発送電や9配電会社が申請する新規電力開発、設備補修･拡大･増設、及び社債の発行や増資の一切を許可しないと強硬な姿勢を採った。これは電力不足を解消するための新規電力開発のみならず、これと連携して実施する河川総合開発事業の進捗にも影響を及ぼし、当時建設省が進めていた利根川や淀川など6水系における「河川改訂改修計画」などの治水事業にまで影響を及ぼす懸念があった。
追い詰められた政府は第9回臨時国会での両法案の強行採決も検討したが、成功する可能性は極めて低かった。これを見たGHQは関係する各方面に占領軍命令に準じた形での電気事業再編成要請を行い、国会開会直後の1950年（昭和25年）11月24日にポツダム政令として電力事業再編のための２法令、すなわち電気事業再編成令と公益事業令を公布した。ここにおいて集排法指定から３年にわたって紛糾した日本発送電と9配電会社の分割･民営化問題は決着を見たのである。公益事業令に基づいて設置された公益事業委員会は、両社に再度の再編成計画書提出を求め、これを日本発送電株式会社総裁と9配電会社の社長によって組織する電気事業再編成中央委員会が検討することになった。

### 日本発送電の終焉

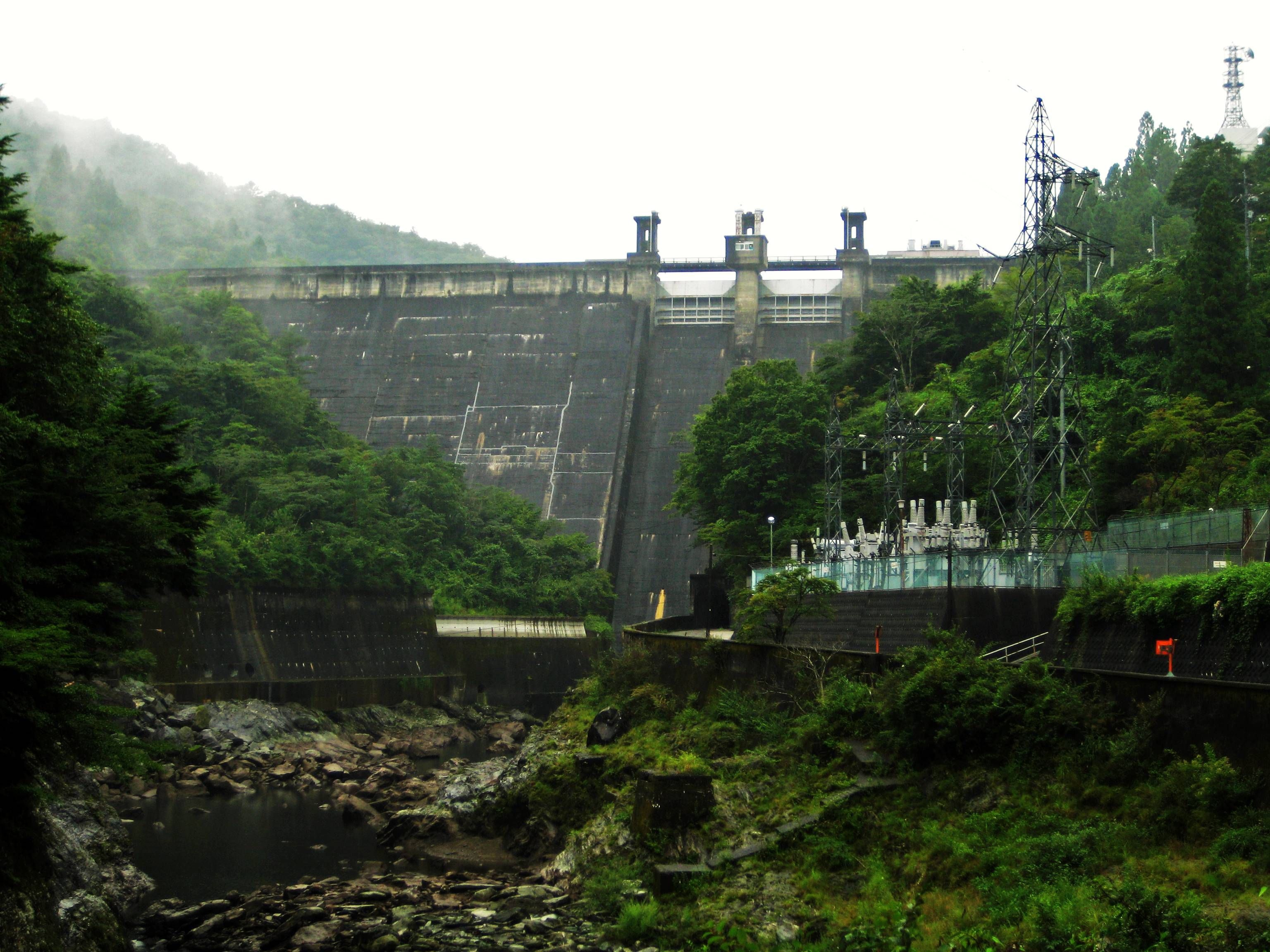
長沢発電所と長沢ダム（高知県・吉野川）。日本発送電が最後に完成させた発電事業となった。

電気事業再編成中央委員会では、日本発送電所有の施設の分与、及び水力発電における発電用水利権の帰属が重要な議題となった。基本的には「属地主義」として、各地域に存在する全ての施設は新たに設立される9電力会社（北海道電力・東北電力・東京電力・中部電力・北陸電力・関西電力・中国電力・四国電力・九州電力）に移管すると定められた。
北海道・中国・四国・九州各地方の水力発電所と水利権、ならびに全国の火力発電所や変電・配電施設については、ほぼ順当に各地域に割り当てられたが、最大の問題になったのは、東北・関東・北陸（新潟県を含む）・中部・関西（三重県を含む）各地方における河川の発電用水利権の帰属であった。
特に北陸・中部地方は、日本アルプスがあること、豪雪地帯が多いことから多くの河川は急流で、水量が豊富であった。このため大正時代には、各電力会社が特に力を入れて水力発電の開発を行った。そしてこれらの水力発電所と水利権は、最初に開発した電力会社が保有するという「一河川一社主義」が厳然として存在し、他の電力会社がそれらの河川に新規参入することは事実上不可能であった。だが9ブロックに地域を分割した場合、この地域については複数の電力会社が様々な協定に基づいたり、あるいは合併による帰属変更などで水利権の所在が複雑に入り組んでおり、難しい対応を迫られた。
同じ時期、政府は国土総合開発法制定（1950年）に伴う22地域の特定地域総合開発計画を策定。戦前に練られた大規模かつ広域の水力発電計画（只見川筋水力開発計画概要・飛騨川流域一貫開発計画・常願寺川有峰発電計画など）が治水・かんがい事業と組み合わせた河川総合開発事業となるに至った。こうしたことは配電地域への電力供給をより確固にさせることができるだけでなく、当該地域における経営基盤の強化にもつながるため、各電力会社は「宝の山」である未開発河川の発電用水利権を簡単に他社へ渡すことに対し強烈に抵抗したのである。
特に問題になったのは福島県を流れる阿賀野川水系の只見川で、建設中の本名・上田発電所の水利権帰属を巡って東北電力と東京電力が争い、都合2年におよぶ法廷闘争に持ち込まれたほか国会でも問題となり、東北地方対関東地方・新潟県の対立にまで発展した。
最終的に、属地主義の例外として、「北陸・中部の河川における発電用水利権は一河川一社主義を適用する」という中央委員会の「裁定」という形式で、各電力会社は妥協した。その結果が下表の帰属状況であるが、同一水系であっても本流と支流で水利権の帰属が異なる水系（木曽川など）、同一河川であっても上流と下流で水利権の所在が異なる河川（黒部川など）、配電地域以外の電力会社が水利権を全て所有する河川（庄川など）など、複雑な水利権帰属体系となった。信濃川水系では本流と支流、流域によって水利権を所有する電力会社が異なるという状態も発生した。こうした水利権の帰属は多少の変更こそあったものの、基本的には現在も変わっていない。こうした状況を例えると、中部地方を流れる木曽川本流の水は水力発電に限っていえば、流域である名古屋市を中心とする中京圏ではなく、流域外の大阪市など関西圏（三重県の大半を除く関西地方と福井県若狭）に電力を供給するために利用されているという状況が続いている。
日本発送電が全国の発送電業務を一手に引受けていたことは、全国の電気産業労働者の労働条件を統一化しやすい条件となっており、総評を牽引する日本電気産業労働組合（電産）の結束力を生み出していたのである。日本発送電を分割された結果、9電力会社間に労働条件の格差が生まれて企業別の新たな組合の結成を促し、電産の闘争力が弱くなることになった。そして会社こそ分割されたが、9電力会社間の閨閥は解体されなかった。

#### 北陸・中部・近畿における発電用水利権の帰属
（備考1）：2008年現在の帰属状況を示す。地方自治体による公営発電事業および民間企業による自家発電に係る水利権は除外している。
（備考2）：欄の配色の緑は東北電力、水色は東京電力、薄黄は中部電力、黄は北陸電力、桃は関西電力が水利権を保有する河川流域。
| 水系     | 河川                 | 所在地        | 流域                                                                    | 保有企業 |
| -------- | -------------------- | ------------- | ----------------------------------------------------------------------- | -------- |
| 阿賀野川 | 阿賀野川             | 新潟県        | 阿賀野川本流および支流の全域                                            | 東北電力 |
| 阿賀野川 | 阿賀野川             | 福島県        | 阿賀野川本流および日橋川流域以外の支流                                  | 東北電力 |
| 阿賀野川 | 阿賀野川             | 福島県        | 猪苗代湖、桧原湖、小野川湖、秋元湖、日橋川流域                          | 東京電力 |
| 阿賀野川 | 只見川               | 群馬県        | 尾瀬沼                                                                  | 東京電力 |
| 阿賀野川 | 只見川               | 福島県        | 滝ダムより上流（奥只見、大鳥、田子倉、只見の4ダム）                     | 電源開発 |
| 阿賀野川 | 只見川               | 福島県        | 本名ダムより阿賀野川合流点までの下流                                    | 東北電力 |
| 信濃川   | 信濃川               | 長野県        | 信濃川本流の一部および犀川、高瀬川                                      | 東京電力 |
| 信濃川   | 信濃川               | 長野県        | 信濃川本流の一部および穂高川、鳥居川、薄川など                          | 中部電力 |
| 信濃川   | 中津川               | 新潟県        | 全域                                                                    | 東京電力 |
| 信濃川   | 清津川               | 新潟県        | 奥清津発電所（二居ダム・カッサダムを含む上流部）                        | 電源開発 |
| 信濃川   | 清津川               | 新潟県        | 中流部の一部およびカッサ川下流                                          | 東京電力 |
| 信濃川   | 魚野川               | 新潟県        | 本流および支流の大部分                                                  | 東北電力 |
| 信濃川   | 魚野川               | 新潟県        | 破間川上流部および黒又川上流部（破間川、黒又川第一・黒又川第二の3ダム） | 電源開発 |
| 姫川     | 姫川                 | 長野県        | 本流                                                                    | 中部電力 |
| 姫川     | 大所川               | 長野県        | 全域                                                                    | 東北電力 |
| 黒部川   | 黒部川               | 富山県        | 本流上流部（黒部・仙人谷・小屋平・出し平・宇奈月ダム）                  | 関西電力 |
| 黒部川   | 黒部川               | 富山県        | 本流下流部                                                              | 北陸電力 |
| 黒部川   | 黒薙川               | 富山県        | 朝日小川第一発電所に関連する黒薙川流域                                  | 北陸電力 |
| 黒部川   | 黒薙川               | 富山県        | それ以外の流域                                                          | 関西電力 |
| 神通川   | 神通川               | 岐阜県        | 宮川と呼ばれる本流上流部                                                | 関西電力 |
| 神通川   | 神通川               | 富山県        | 本流中流部および富山県内の支流                                          | 北陸電力 |
| 神通川   | 高原川               | 岐阜県        | 全域                                                                    | 北陸電力 |
| 庄川     | 庄川                 | 岐阜県        | 御母衣ダムより上流および大白川流域                                      | 電源開発 |
| 庄川     | 庄川                 | 岐阜県 富山県 | 鳩谷ダムより下流の全流域                                                | 関西電力 |
| 手取川   | 手取川               | 石川県        | 手取川ダムに関連する本流域                                              | 電源開発 |
| 手取川   | 手取川               | 石川県        | それ以外の全流域                                                        | 北陸電力 |
| 九頭竜川 | 九頭竜川             | 福井県        | 鷲ダムより上流部および石徹白川流域                                      | 電源開発 |
| 九頭竜川 | 九頭竜川             | 福井県        | 仏原ダムより下流の本流および真名川以外の支流                            | 北陸電力 |
| 大井川   | 大井川               | 静岡県        | 田代ダムに関連する本流源流部                                            | 東京電力 |
| 大井川   | 大井川               | 静岡県        | 畑薙第一ダムより下流の本流および支流全流域                              | 中部電力 |
| 天竜川   | 天竜川               | 長野県        | 全流域                                                                  | 中部電力 |
| 天竜川   | 天竜川               | 静岡県        | 本流及び気田川を除く支流（佐久間・秋葉・船明・新豊根・水窪ダム）        | 電源開発 |
| 木曽川   | 木曽川               | 長野県 岐阜県 | 本流全域および長野県内の支流                                            | 関西電力 |
| 木曽川   | 飛騨川 長良川 揖斐川 | 岐阜県        | 全流域                                                                  | 中部電力 |
| 新宮川   | 熊野川               | 奈良県        | 猿谷ダムより下流の本流および北山川流域（池原・七色・小森・坂本ダム）    | 電源開発 |
| 新宮川   | 熊野川               | 奈良県        | 九尾ダムより上流の本流および北山川以外の支流                            | 関西電力 |

これら様々な問題を経て、日本発送電は、9配電会社と共に1951年（昭和26年）5月1日をもって全国9地域の電力会社に分割され、12年の短い活動を終えた。なお、分割された9電力会社は、発足したあとしばらくは資金的に脆弱（ぜいじゃく）な状態が続いたため、満足な新規電力開発ができなかった。これを補完し電力開発を促進することを目的に翌1952年（昭和27年）に電源開発促進法を公布。政府（大蔵大臣・財務大臣）が66.69パーセント、残りを9電力会社が出資して新会社を設立した。これが電源開発株式会社である。日本発送電と同様に半官半民の特殊会社として設立され、のちには日本発送電最後の総裁であった小坂順造が総裁に就任しているが、日本発送電のように政府に隷属的な組織とはならなかった。